# Esfandiar Baharmast
Esfandiar ("Esse") Baharmast (11 maart 1954) is een voormalig voetbalscheidsrechter uit de Verenigde Staten van Iraanse afkomst. Hij floot van in de jaren negentig op het hoogste internationale niveau. Baharmast was in 1998 onder meer actief op het WK voetbal in Frankrijk, waar hij twee groepswedstrijden leidde.

## Interlands
| Datum             | Wedstrijd                               | Uitslag | Competitie        | Kreeg geel | Kreeg voor de tweede keer geel en dus rood | Weggestuurd |
| ----------------- | --------------------------------------- | ------- | ----------------- | ---------- | ------------------------------------------ | ----------- |
| 26 januari 1994   | Mexico – Zwitserland                    | 1 – 5   | Vriendschappelijk | ?          | ?                                          | ?           |
| 11 juni 1994      | Italië – Costa Rica                     | 1 – 0   | Vriendschappelijk | ?          | ?                                          | ?           |
| 11 januari 1996   | Mexico – Saint Vincent en de Grenadines | 5 – 0   | CONCACAF Gold Cup | ?          | ?                                          | ?           |
| 19 januari 1996   | Mexico – Guatemala                      | 1 – 0   | CONCACAF Gold Cup | ?          | ?                                          | ?           |
| 19 februari 1996  | Japan – Polen                           | 3 – 0   | Carlsberg Cup     | ?          | ?                                          | ?           |
| 15 juni 1996      | Bolivia – Ierland                       | 0 – 3   | US Cup            | ?          | ?                                          | ?           |
| 22 juli 1996      | Australië – Saoedi-Arabië               | 2 – 1   | Olympische Spelen | 4          | 0                                          | 0           |
| 25 juli 1996      | Brazilië – Nigeria                      | 1 – 0   | Olympische Spelen | 0          | 0                                          | 0           |
| 30 juli 1996      | Argentinië – Portugal                   | 2 – 0   | Olympische Spelen | 3          | 0                                          | 0           |
| 16 juni 1997      | Colombia – Costa Rica                   | 4 – 1   | Copa América      | 5          | 0                                          | 0           |
| 10 september 1997 | Peru – Uruguay                          | 2 – 1   | WK-kwalificatie   | 4          | 0                                          | 1           |
| 12 oktober 1997   | Paraguay – Venezuela                    | 1 – 0   | WK-kwalificatie   | ?          | ?                                          | ?           |
| 1 november 1997   | Zuid-Korea – Japan                      | 0 – 2   | WK-kwalificatie   | 3          | 0                                          | 1           |
| 3 februari 1998   | Brazilië – Jamaica                      | 0 – 0   | CONCACAF Gold Cup | 5          | 0                                          | 1           |
| 7 februari 1998   | Mexico – Honduras                       | 2 – 0   | CONCACAF Gold Cup | 8          | 0                                          | 1           |
| 13 juni 1998      | Spanje – Nigeria                        | 2 – 3   | WK-eindronde      | 4          | 0                                          | 0           |
| 23 juni 1998      | Brazilië – Noorwegen                    | 1 – 2   | WK-eindronde      | 2          | 0                                          | 0           |